# Maorimorpha secunda
Maorimorpha secunda é uma espécie de gastrópode do gênero Maorimorpha, pertencente a família Mitromorphidae.